# Plasmalogeni
I plasmalogeni sono una sottoclasse dei fosfolipidi (alchenil-acil-fosfogliceridi), caratterizzata da un gruppo vinil-etere (un doppio legame cis adiacente al legame etere) (-CH2-O-CH=CH-) in posizione 1 del glicerolo. Insieme alla sottoclasse alchil-acile, i plasmalogeni appartengono al gruppo dei fosfolipidi eteri (i di-acil-gliceroli sono fosfolipidi esteri).
I plasmalogeni, principalmente plasmenilcolina e plasmeniletanolammina, costituiscono circa il 18% dei fosfolipidi delle membrane delle cellule umane, con preferenza per le cellule eccitabili, cellule miocardiche, cellule muscolari striate e cellule nervose.
La funzione dei plasmalogeni nelle membrane cellulari non è del tutto chiara, tuttavia si ritiene che essi possano comportarsi da antiossidanti endogeni, poiché il gruppo vinil-etere può legare radicali liberi (avendo sì funzione di scavenger, cioè di "spazzino", verso i radicali liberi). Altre importanti funzioni sono state suggerite: partecipazione alla fusione delle membrane cellulari, per la loro maggiore propensione alla formazione della fase esagonale rispetto ai di-acil-fosfogliceridi; modulazione della fluidità di membrana, per il loro doppio legame cis (non trans come si rinviene nei di-acil-fosfogliceridi insaturi) hanno un effetto inibente sul movimento delle catene grasse; partecipazione ai processi di trasmissione dei segnali dalla membrana cellulare verso l'interno della cellula.
Le prime due reazioni del processo di biosintesi dei plasmalogeni (e degli altri fosfogliceridi eteri) avvengono nei perossisomi, mentre le altre si svolgono, come nel caso dei di-acil-fosfogliceridi, nel reticolo endoplasmatico liscio. Le due reazioni che si verificano nei perossisomi sono catalizzate dagli enzimi DAPAT (diidrossiacetonefosfato aciltransferasi) e ADAPS (alchilgliceronefosfato sintetasi).
Il deficit di DAPAT o di ADAPS è causa, rispettivamente, dei tipi 1 e 2 della sindrome di condrodisplasia rizomelica punctata, caratterizzata da rizomelia (brevità degli arti superiori), grave deficit di crescita, cataratta, ittiosi e deficit neurologici.